# 紫微 (月球)
紫微，是雨海的一处月球陨石坑，位于44.12°N、19.52°W，直径0.42公里，表面为玄武岩熔岩。以中国古代星官紫微为名，2015年10月5日被国际天文学联合会采用。
据玉兔号月球车调查，紫微的年龄在2700万年至8000万年之间。